# Fiat 520
Sub denumirea de Fiat 520, se regăsesc două modele diferite fabricate de constructorul italian Fiat:
- Fiat 520 Super Fiat, produsă în anii 1921-1922;
- Fiat 520, fabricată între 1927 și 1930, ulterior înlocuită de modelul Fiat 521.

## Fiat 520 Super Fiat
Lansată în anul 1920, această mașină excepțională a fost unică la nivel mondial la acea vreme și pentru mulți ani ulterior, fiind echipată cu un motor V12 de 6.805 cm³, care genera 90 CP.

Disponibilă în variantele limuzină, torpedo și Dorsay torpedo, s-au fabricat doar 5 exemplare.

## Fiat 520

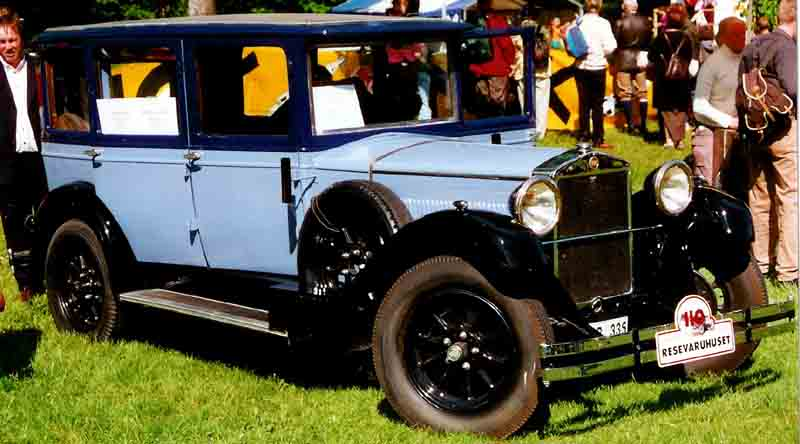
O Fiat 520 Berlină din 1928

Fiat 520 a fost prezentată în 1927. Era un automobil din categoria superioară, dar cu dimensiuni rezonabile, echipat cu un motor cu 6 cilindri în linie, monobloc, de 2.244 cm³, care dezvolta 46 CP.
A fost una dintre primele mașini care au avut volanul pe partea stângă pentru conducerea pe dreapta; anterior, postul de conducere era situat pe partea dreaptă.
Peste 20.000 de exemplare au fost fabricate până în 1929.
O versiune specifică, Fiat 520T - Taxi, care înlocuia modelul Fiat 501 T, a fost lansată în 1928. Aceasta avea o caroserie de tip Landaulet, cu 4 locuri pentru pasageri, și era echipată cu un motor cu 6 cilindri de 1.866 cm³, care dezvolta 35 CP. Peste 600 de exemplare au fost produse până în 1930.
Fiat 520 a fost înlocuită de modelul Fiat 521 în 1928.

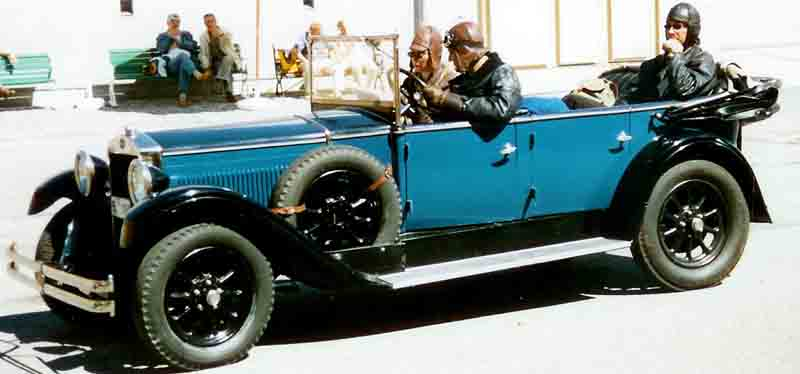
O Fiat 520 Torpedo din 1928